# ゼロスの戦争ゲーム
『ゼロスの戦争ゲーム』（ゼロスのせんそうゲーム、英:The War Games Of Zelos）は、イギリスの作家エドマンド・クーパーが、リチャード・エイヴァリー名義で書いたSF小説である。コンラッド消耗部隊、通称エクスペンダブル（The Expendables）シリーズの、全4作品の3番目の作品である。

## あらすじ
フォーマルハウトに向かった無人探査機から、人類の生存に適した惑星を発見したという通信があった。知的生命体の作り出す放射線や電磁波も探査されなかった。そこでエクスペンダブルは、その第5惑星「ゼロス」へ調査に向かった。しかし上空からの探査で、地球の中世時代の都市と同じような建造物が見つかった。確認のため着陸した隊員たちの前に、まるでバイキングのような恰好をした一団が現れた。それらは、人類とうり二つの生物だったのだ。やがて一人の隊員が行方不明になってしまった。

## 登場人物
- ジェームズ・コンラッド - チームの司令官。3度目の調査派遣である。片目は義眼で、赤外線を感知できる。片腕も原子力駆動の義手で、強大なパワーを出せる。
- インディラ・スミス - チームの副司令官および軍医。3度目の調査派遣である。両足は原子力駆動の義足で、長時間にわたり高速で走ることが可能。
- カート・クワンゴ - 生態学者。3度目の調査派遣である。
- ハル・ジョセフ・メンケン - 技師。もと犯罪人。
- ヒルデガード・ドルファス - 生化学者。もと犯罪人。
- ジャン・ピエール・ゴーチェ - 兵器専門家。もと犯罪人。
- ジェーン・ユスチノフ - 海洋学者。もと犯罪人。
- ロボット1号～６号 - 人間ではないが、隊員の手伝い、周辺の警備や探査に使われる。

## 書誌情報
- 『ゼロスの戦争ゲーム』（石田善彦訳、創元推理文庫SF） 1980年10月24日初版